# Musa Otieno
Musa Otieno   (Nairobi, 29 de desembre de 1973), Musa Otieno Ongao, és un exfutbolista kenyià de la dècada de 1990.
Fou internacional amb la selecció de futbol de Kenya.
Pel que fa a clubs, destacà a AFC Leopards, Tusker FC, Santos i Cleveland City Stars.